# Craig Henderson
Craig Charles Glendinning Henderson (Wellington, 24 de junho de 1987) é um futebolista profissional neozelandês que atua como meia.

## Carreira
Craig Henderson fez parte do elenco da Seleção Neozelandesa de Futebol nas Olimpíadas de 2008.